# Kaltenbächel
Das Kaltenbächel ist ein gut ein Kilometer langer Bach auf dem Gebiet der Ortsgemeinde Dahn im Landkreis Südwestpfalz. Es ist ein westsüdwestlicher und rechter Zufluss der Lauter, die dort am Ober- und Mittellauf Wieslauter genannt wird.

## Geographie

### Verlauf
Das Kaltenbächel entspringt in der Flur Büttelwoog auf einer Höhe von etwa 223 m ü. NHN südlich des zum Luftkurort Dahn gehörenden Wohnplatzes Büttelwoog. Seine Quelle liegt südlich direkt neben der Straße Im Büttelwoog am Nordfuß des 291 m hohen Graubergs. Etwas weiter östlich steht der 298 m hohe Dehmershübel und im Südosten erhebt sich das 341 m hohe Zwirbelsköpfchen.
Der Bach fließt zunächst in ostnordöstlicher Richtung südlich an der beiderseits von zahlreichen Ferienhäusern gesäumten Straße Im Büttelwoog entlang. Am Bachlauf wachsen dort u. a. Schwarzerlen, Stieleichen und Sandbirken. Nördlich der Straße erstreckt sich der Büttelwoogfelsen, ein aus vier Felstürmen bestehendes und maximal 23 Meter hohes Felsmassiv.
Zwischen dem Büttelwoogfelsen im Süden und einer Felsenkette westlich der Steinhohl im Norden liegt der Campingplatz Büttelwoog. Im Süden des Baches steht der Büttelfelsen. Noch etwas weiter südlich erhebt sich der Lämmerfelsen, eine in mehrere Türme unterteilte Felsformation.
Der Bach fließt durch die Büttlewoogwiesen am Sportpark Dahn vorbei und verschwindet westlich der Eybergstraße im Untergrund. Er quert danach die Straße und das Gelände des Familien- und Erlebnisbads Felsland Badeparadies. Etwa 200 Meter nördlich erhebt sich der Aussichtspunkt Pfaffenfelsen. Einige Meter nordöstlich von dort ragt nahe bei der Jugendherberge Dahn die etwa 26 Meter hohe doppelte Felsformation Braut und Bräutigam empor.
Östlich der Badeanlage kommt der Bach wieder an die Oberfläche, fließt in der Flur Im kalten Woog in Richtung Osten an ebenerdigen Baumhecken vorbei und läuft durch Feuchtwiesen und Bruchgebüsch. Anschließend wird der Bach von Streuobstwiesen und -weiden gesäumt. Knapp 200 Meter weiter in Norden steht der Wachtfelsen mit einer abgesicherten Felskanzel. Der Bach zieht nun durch eine Magerwiese südlich an dem zum Hotel Pfalz Blick gehörenden Naturbadeteich vorbei, biegt scharf nach Südsüdosten ab und unterquert einen Rad- und Wirtschaftsweg.
Anschließend läuft er in der Flur Im kalten Bächl durch brachgefallenes Nass- und Feuchtgrünland und mündet südlich von Dahn auf einer Höhe von 201 m ü. NHN unterhalb der Eisenbahnbrücke der Wieslauterbahn in die Wieslauter.
Der 1,2 km lange Lauf des Kaltenbächels endet ungefähr 22 Höhenmeter unterhalb seiner Quelle, es hat somit ein mittleres Sohlgefälle von etwa 18 ‰.

### Einzugsgebiet
Das 2,082 km² große Einzugsgebiet des Kaltenbächels liegt im Dahner Felsenland. Über Lauter und Rhein wird es zur Nordsee entwässert.
Es grenzt
- im Süden an das Einzugsgebiet des Bachs vom Reinigshof, der über den Wöllmersbach in die Wieslauter entwässert;
- im Norden an das des Seibertsbach, der über den Moosbach in die Wieslauter entwässert und
- ansonsten an das der Wieslauter direkt.

Das Einzugsgebiet ist zu einem großen Teil bewaldet, in der Bachaue jedoch überwiegen Wiesen und Siedlungen. Die höchste Erhebung ist der Kleine Eyberg mit einer Höhe von 425 m im Südwesten des Einzugsgebiets.

## Geologie
Das Einzugsgebiet am Ober- und Mittellauf liegt in den zu Beginn der Trias entstandenen Unteren Buntsandsteinformationen der Pfalz. In der dortigen Trifels-Schicht liegen massive, violett- bis hellrote, geröllführende und schräggeschichtete Grob- bis Mittelsandgesteine, die im Korngefüge kieselig gebunden sind und daher eine besondere Festigkeit besitzen. Am Unterlauf im Bereich der Wieslauteraue überwiegen ungegliederte fluviatile Auensedimente aus dem Holozän. Über die Gesteine hat sich lehmiger bzw. stark lehmiger Sand abgelagert.

## Natur und Umwelt

### Renaturierung
In der Nähe seiner Mündung, wo das Kaltenbächel einen Feldweg quert, bestand die Unterführung aus einem nur 30 cm breiten Rohr, das für die Fische der Wieslauter wie etwa die Groppe oder das Neunauge ein Wanderhindernis darstellte. Das enge Rohr soll durch ein offenes U-Profil mit einem größeren Querschnitt ersetzt werden. Zusätzlich soll durch den Wechsel zwischen breiten und engen, flachen und tiefen Stellen das Kaltenbächel renaturiert werden. Des Weiteren soll durch den Bau einer Rauen Rampe seine Fließgeschwindigkeit variiert werden.
Neu angesiedelt werden sollen Groppen, Neunaugen und Edelkrebse.

### Biotope
Im Einzugsgebiet des Kaltenbächel befinden sich mehrere Biotope:
- Die Büttelhofwiesen sind brachgefallenes Nass- und Feuchtgrünland. Dort wachsen Schwarzerlen, Ohr- und Aschweiden und unten in der  Krautschicht gedeiht dort der Brennende Hahnenfuß, der Gemeine Blutweiderich, der Stumpfblättriger Ampfer, die Zypressenwolfsmilch, der Wasserpfeffer, der Mittlere Klee, der Ufer-Wolfstrapp und die Gemeine Waldsimse.[15]
- Neben dem Feuchtgrünland wächst ein Großseggenried mit Sumpfseggen, Große Brennnesseln und Fieberklee sowie Blut- und Gilbweideriche.[16]
- In den ebenerdigen Baumhecken östlich des Erlebnisbads wächst die Bruchweide, der Bergahorne, die Winterlinde, die Esskastanie, die Stieleiche und die Waldkiefersowie der Blaurote Hartriegel und der Haselnussstrauch.[17]
- In den neben den Hecken liegenden Feuchtwiesen gedeiht u. a. die Sumpfdotterblume, das Echte Mädesüß, die Rispensegge, die Herbstzeitlose und das Klettenlabkraut.[18]
- In den Streuobstwiesen wachsen Garten-Apfelbäume und unten sprießt der Knollige Hahnenfuß, die Feld-Hainsimse, die Schmalblättrige Saatwicke, das Gewöhnliche Ruchgras, der Rotschwingel und der Wiesensauerampfer sowie der Glatt- und der Flaumhafer.[19]
- In der Streuobstweide wachsen Süßkirschen, Garten-Apfel- und Birnbäume sowie Schwarzer Holunder- und Haselnusssträucher und unten in der Krautschicht entwickelt sich der Stumpfblättrige Ampfer, der Kriechende Hahnenfuß, das Wollige Honiggras, der Wiesenbärenklau und der Gewöhnliche Wurmfarn.[20]
- In der Magerwiese südlich des Naturbadeteichs wächst u. a. der Wiesenbocksbart, der Gewöhnliche Hornklee, das Wiesenlabkraut, der Echte Wiesenhafer, der Rotschwingel, die Wiesenflockenblume und der Kleine Sauerampfer.[21]
- Im brachgefallenen Nass- und Feuchtgrünland im Bereich der Mündung gedeiht u. a. der Sumpfhornklee, der Kriechende Arznei-Baldrian (Valeriana excelsa subsp. excelsa), der Gewöhnliche Wald-Engelwurz, der Wasserschwaden, die Flatter- und die Spitzblütige Binse sowie die Sumpf-, die Blasen-, die Hirse-, die Faden- und die Steife Segge.[22]

## Tourismus, Freizeit und Erholung
Übernachten und Speisen

- In der Nähe des Kaltenbächels befinden sich zwei Campingplätze, eine Jugendherberge, Hotels, mehrere Ferienhäuser und Restaurants sowie Gasthäuser.

Wandern

- Mehrere Premiumwanderwege berühren das Einzugsgebiet des Kaltenbächels.

Radfahren

- Die 26 km lange Seerosen-Tour zieht sich durch das Einzugsgebiet des Kaltenbächels.[23]

Klettern

- Einige der Felsen im Klettergebiet des Dahner Felsenlands in der Nähe des Kaltenbächel wie der Büttelfels, Braut und Bräutigam und der Lämmerfelsen eignen sich gut zum Klettern.